# Tetragonopterus carvalhoi
Tetragonopterus carvalhoi är en fiskart som beskrevs av Melo, Benine, Mariguela och Oliveira 2011. Tetragonopterus carvalhoi ingår i släktet Tetragonopterus och familjen Characidae. Inga underarter finns listade i Catalogue of Life.